# ستيفن موريسي
ستيفن موريسي (بالإنجليزية: Steven Morrissey) (25 يوليو 1986 - ) هو لاعب كرة قدم جامايكي في مركز الهجوم. شارك مع منتخب جامايكا تحت 17 سنة لكرة القدم ومنتخب جامايكا تحت 20 سنة لكرة القدم. أما مع النوادي، فقد لعب مع نادي بورتمور يونايتد ونادي سيلكيبورج ونادي فآسا ونادي هاربور فيو.

## وصلات خارجية
- ستيفن موريسي على موقع قاعدة بيانات كرة القدم.إي يو (الإنجليزية)
- ستيفن موريسي على موقع Soccerway.com (الإنجليزية)